# Dan Calichman
Dan Calichman est un footballeur américain né le 21 février 1968. Il évoluait au poste de défenseur.